# Puig de Castelltallat
El Puig de Castelltallat és una muntanya de 1.280 metres que es troba al municipi de Sant Joan de les Abadesses, a la comarca catalana del Ripollès.